# La Seine Musicale

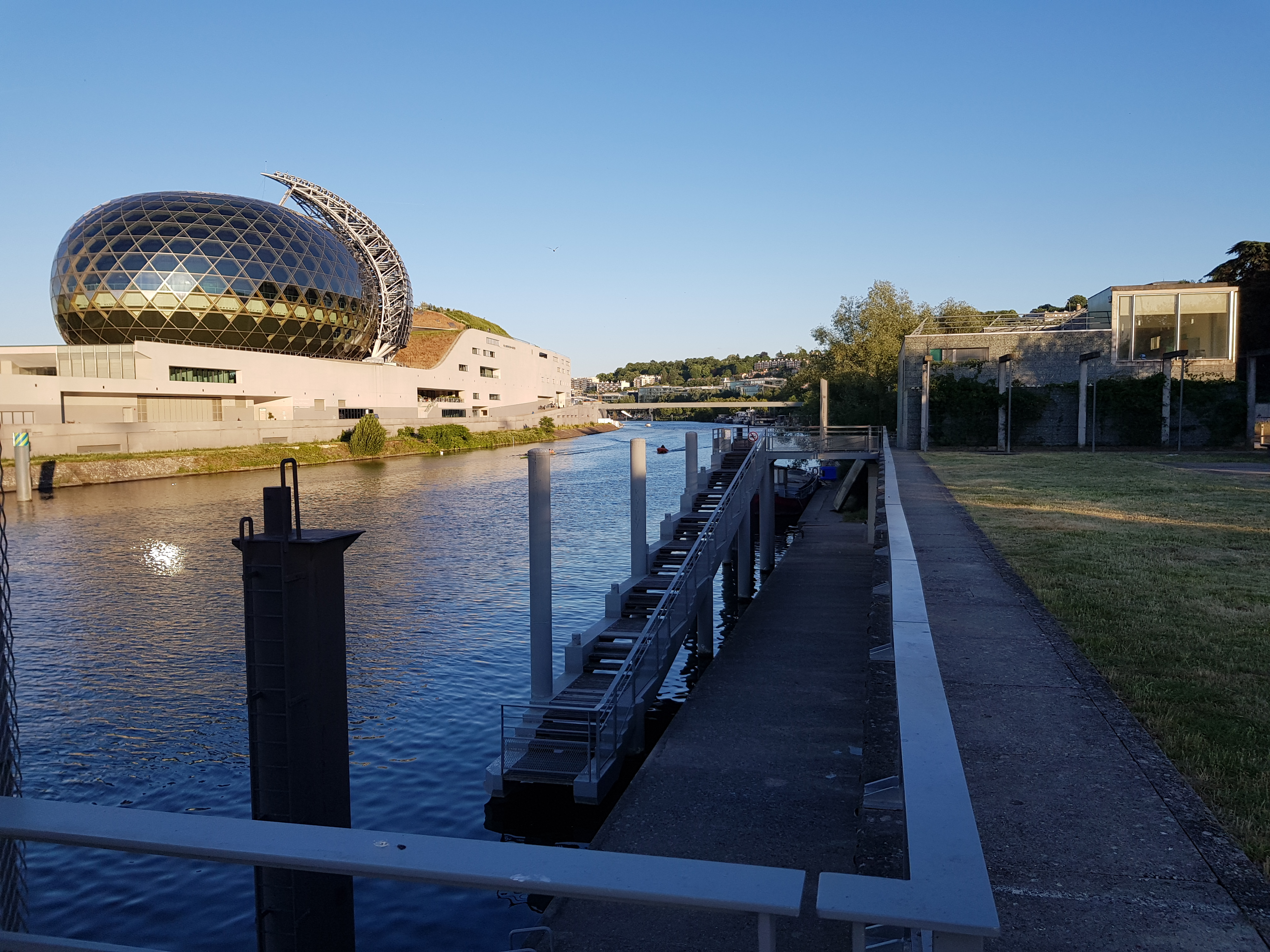
Blick über die Seine auf La Seine Musicale

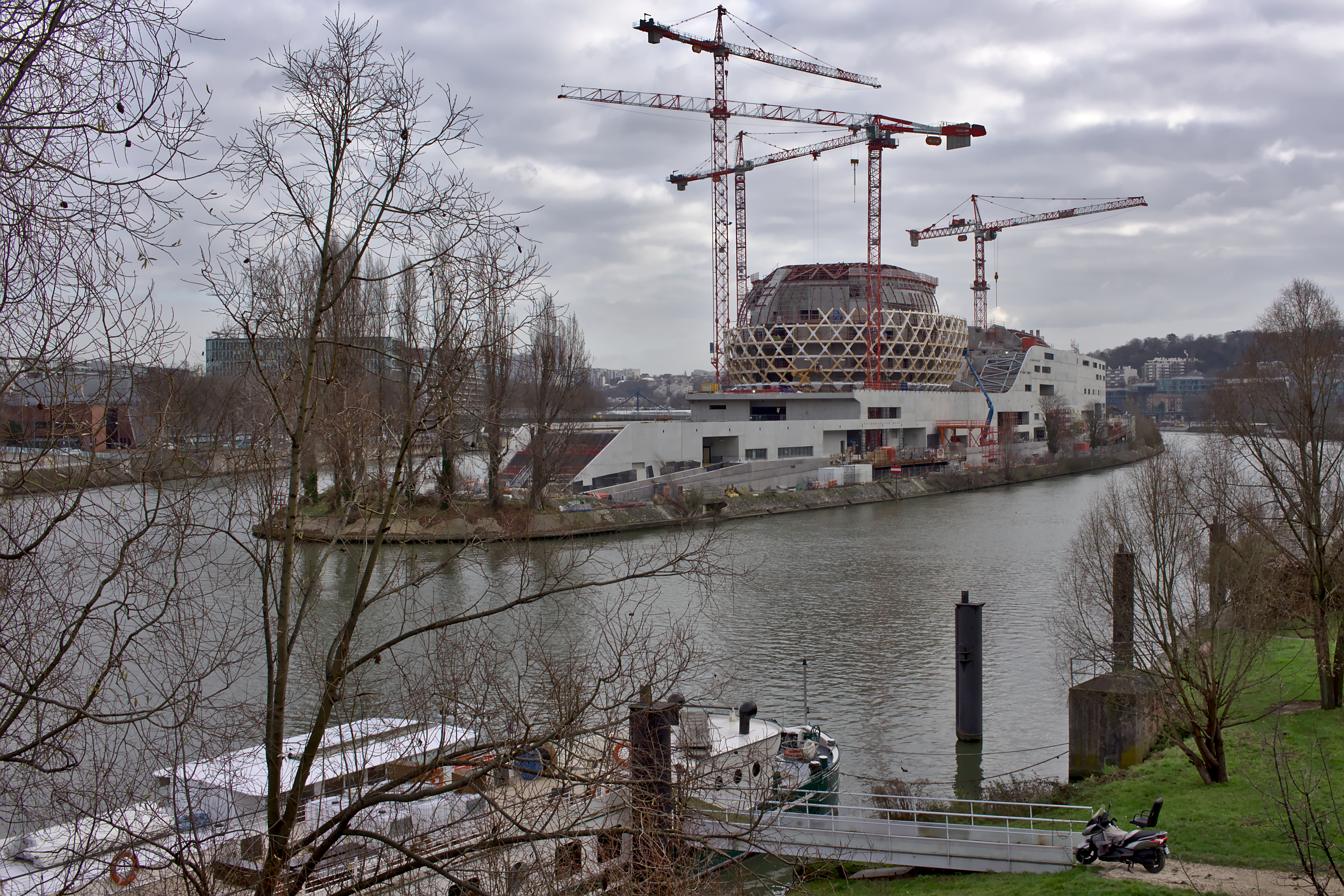
La Seine Musicale im Bau

La Seine Musicale ist ein Kulturzentrum in der Region Paris, südwestlich von Paris auf der Seineinsel Île Seguin bei Boulogne-Billancourt. Es wurde am 21. April 2017 mit einem Konzert von Bob Dylan eingeweiht. Es umfasst eine Fläche von 36.500 m². Optisch gleicht das von den Architekten Shigeru Ban und Jean de Gastines entworfene Gebäude einem Schiff. Um die mit Glas verkleidete kugelförmige Fassade im Zentrum des Baus bewegt sich ein Fotovoltaik-Segel mit dem Lauf der Sonne. Die Bauzeit betrug drei Jahre, die Kosten beliefen sich auf 170 Mio. Euro. Auf der nach dem Chemiker Seguin benannten Insel befand sich vorher ein großes Produktionswerk von Renault, das 2005 abgerissen wurde.

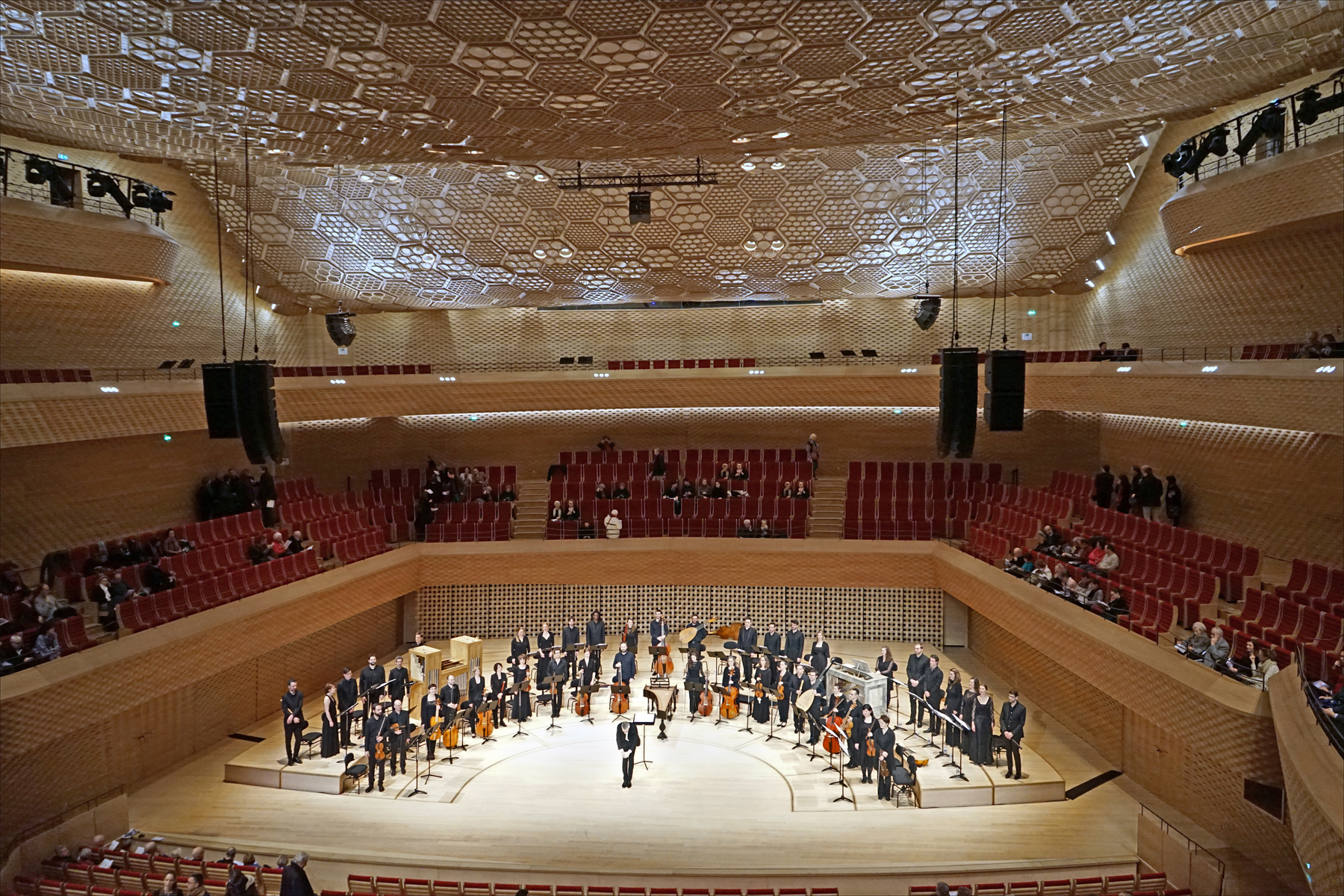
Auditorium

Der Konzertsaal Auditorium bietet Platz für bis zu 1.150 Gäste. Für die Wände wurden 1.700 individuell gewellte Kiefernholzstücke wabenförmig zusammengesetzt. Für das Akustikkonzept war das Tokioter Büro Nagata Acoustics zuständig, das bereits jene für die Pariser Philharmonie und die Elbphilharmonie erdachte. Anders als in Hamburg wurden hier jedoch beim Klang nicht die Kontraste betont, sondern Harmonie, auch optisch verwirklicht durch das hölzerne Korbgeflecht an den Wänden. Hausorchester ist das Insula Orchestra unter der Leitung von Laurence Equilbey. Bei Konzerten gibt es auch günstige Karten für fünf Euro. Die große Halle, La Grande Seine, fasst 4000 (nur Sitzplätze) bis 6000 Plätze. Dort sollen alle Arten von Musik aufgeführt werden. Daneben gibt es Proberäume für Musiker – Les Riffx Studios –, eine Gesangsschule, Seminarräume, ein Pressezentrum und Gastronomie. Von der vierten Etage hat man einen Rundum-Ausblick auf die Umgebung.
Die Métro führt mit ihrer Linie 9 zum nächstgelegenen Endhaltepunkt Pont de Sèvres, ein Schnellbahnanschluss ist geplant. Der Komplex ist als öffentlich-private Partnerschaft entstanden, weshalb 30 Jahre lang das Konsortium Tempo-Île Seguin hier Profite erzielen darf, bis La Seine Musicale an das Département Hauts-de-Seine fallen wird.
Am 12. Dezember 2017 fand hier der vom französischen Präsidenten Emmanuel Macron auf der COP 23 im November 2017 in Bonn angekündigte außerordentliche bzw. zusätzliche Weltklimagipfel One Planet Summit („Eine-Erde-Gipfel“) statt.